# Agrochola circellaris
Agrochola circellaris là một loài bướm đêm trong họ Noctuidae.

## Hình ảnh

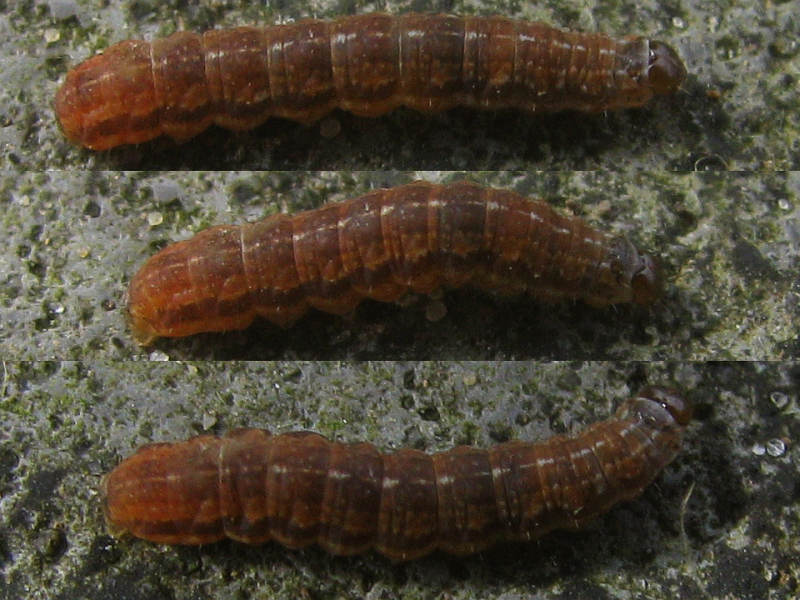
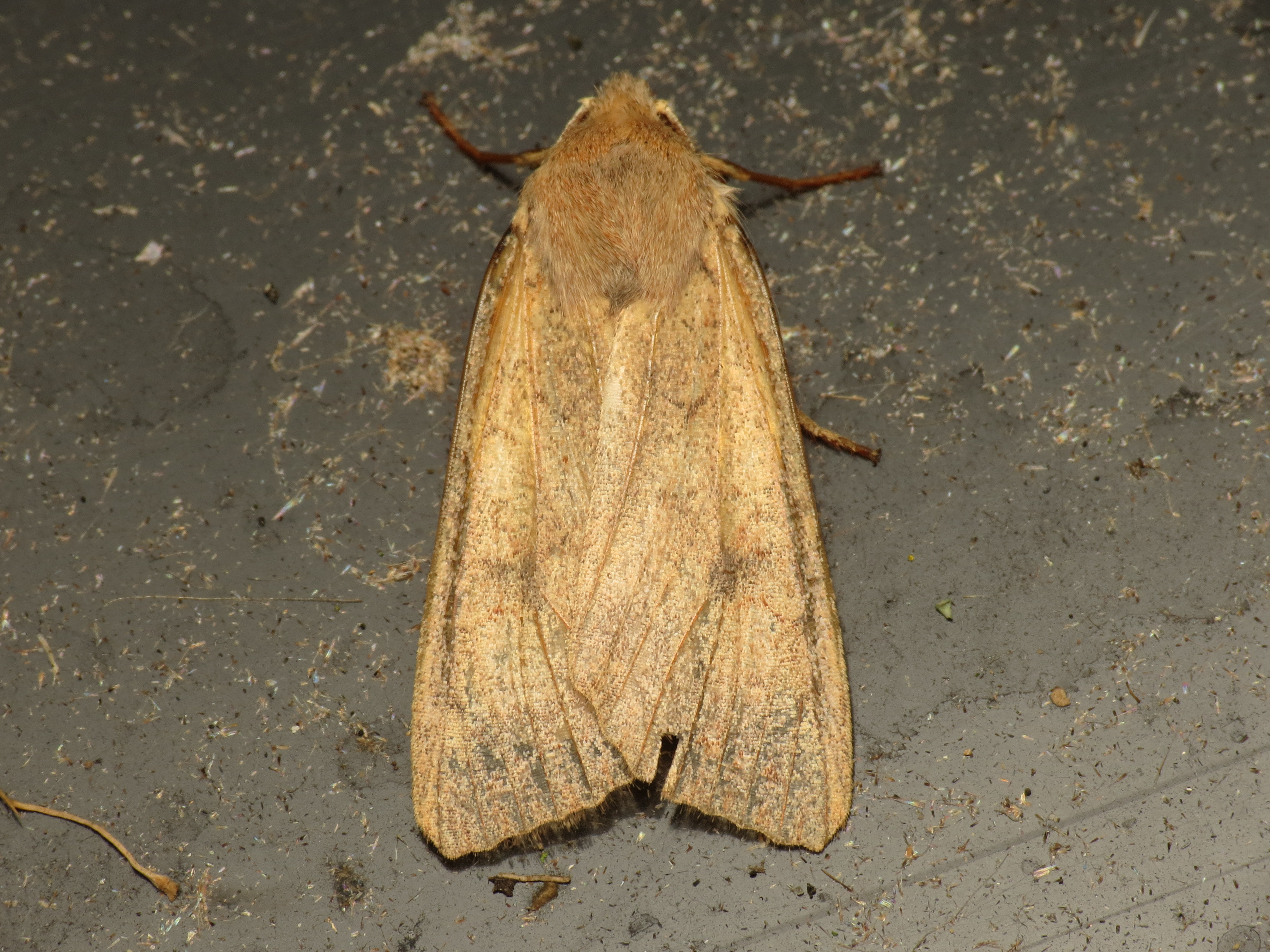
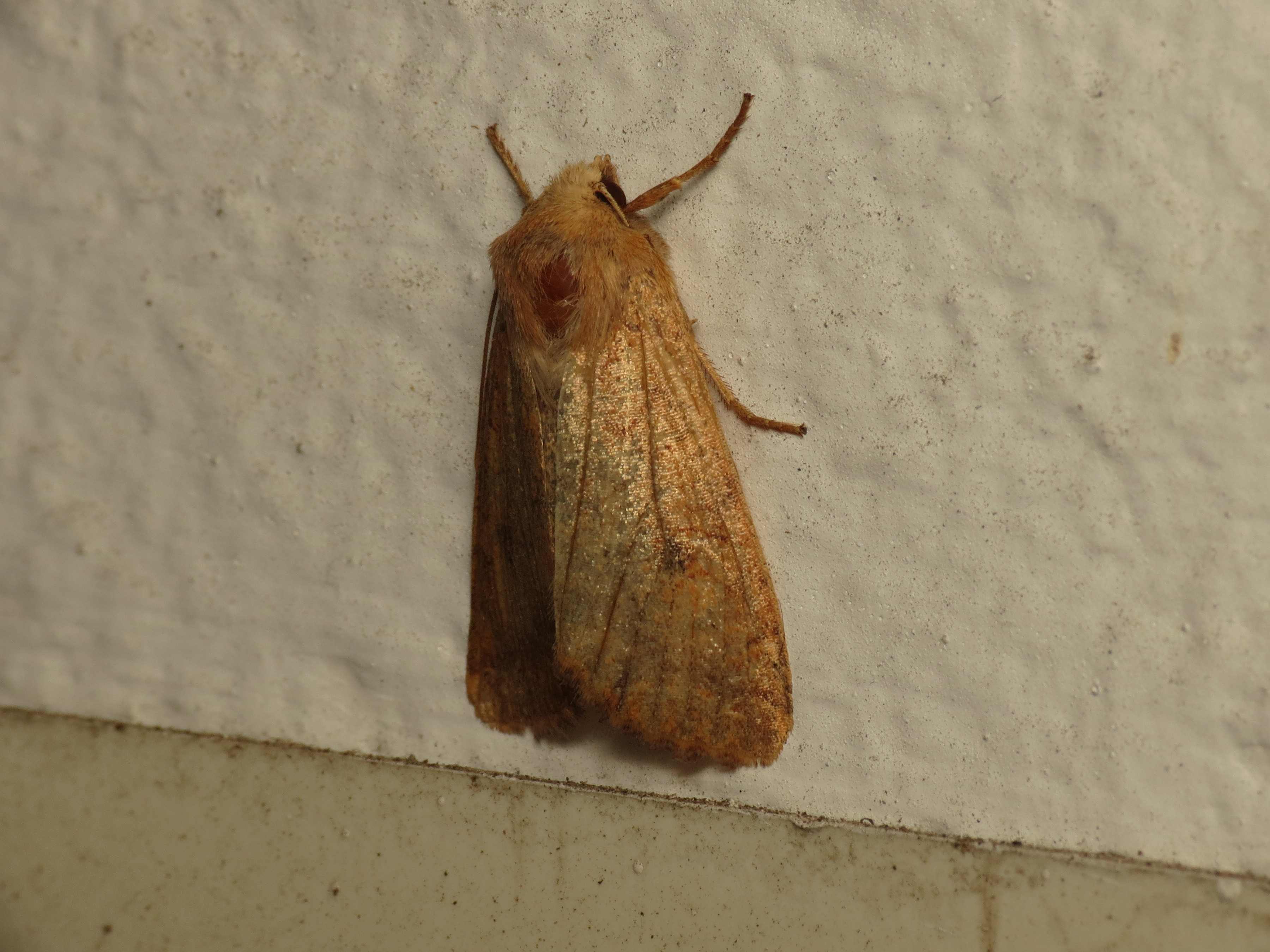
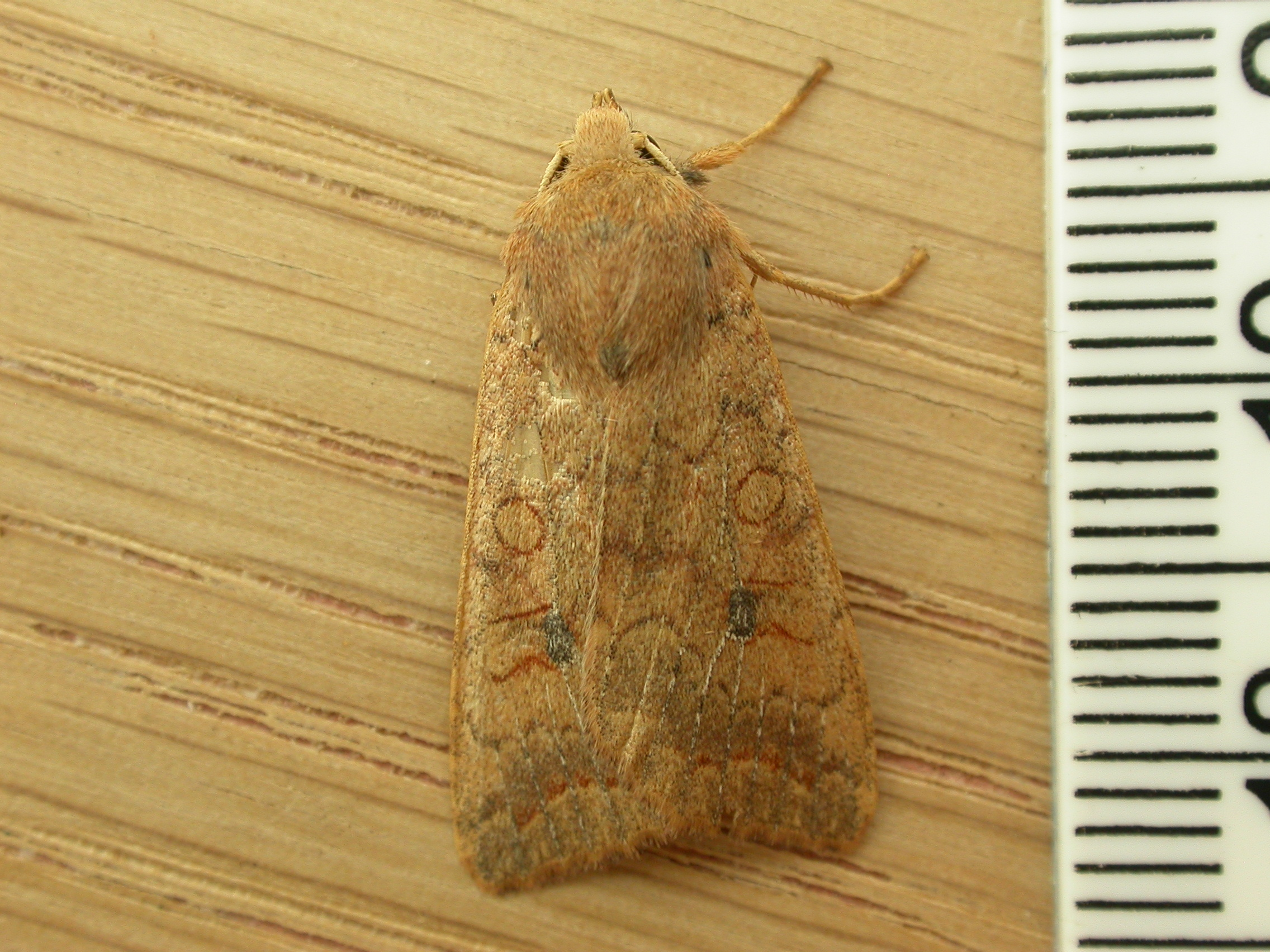